# The No Smoking Orchestra
The No Smoking Orchestra, češće nazvan Emir Kusturica & The No Smoking Orchestra, je srpska garažna rock skupina osnovana u Beogradu 1993. godine.
Skupinu je 1993. godine osnovao Nenad Janković koji je nakon preseljenja u Beograd iz Sarajeva odlučio oživjeti Zabranjeno pušenje, bend koji je 1980. godine osnovao s Davorom Sučićem, a koji je u to doba bio u mirovanju nakon 1990. godine. Skupina je u početku nastupala kao "Zabranjeno pušenje", ali je u konačnici promijenila naziv u "Emir Kusturica & The No Smoking Orchestra" kada se 1998. godine pridružio poznati srpski redatelj Emir Kusturica, koji je prethodno bio član Zabranjenog pušenja 1987. godine.

## Diskografija
Izvori: thenosmokingorchestra.com  Arhivirana inačica izvorne stranice od 21. prosinca 2019. (Wayback Machine), discogs.com

### Studijski albumi
- Ja nisam odavle (1997.) (kao Zabranjeno pušenje)
- Black cat white cat (1998.)
- Unza Unza time (2000.)
- La vie est un miracle  (2004.)
- Live is a miracle in Buenos Aires (2005.)
- Emir Kusturica's Time Of The Gypsies Punk Opera (2007.)
- Corps Diplomatique (2018.)

### Kompilacijski albumi
- The Best Of Emir Kusturica and The No Smoking Orchestra (2009)

## Vanjske poveznice
- Službena Internet stranica  Arhivirana inačica izvorne stranice od 19. siječnja 2020. (Wayback Machine)
- Emir Kusturica & The No Smoking Orchestra na Discogsu
- No Smoking Orchestra